# أغديزج
أغديزج (بالفارسية: اغدیزج) هي قرية تقع في أذربيجان الغربية في إيران. يقدر عدد سكانها بـ 25 نسمة بحسب إحصاء 2016.